# Kung
Kung is een bestuurslaag in het regentschap Aceh Tengah van de provincie Atjeh, Indonesië. Kung telt 898 inwoners (volkstelling 2010).